# Комаровский, Евграф Федотович
Граф (1803) Евграф Федотович Комаровский (18 ноября [29 ноября]  1769, Санкт-Петербург — 13 [25] октября 1843, Орёл) — российский генерал от инфантерии (1828), генерал-адъютант, первый командующий (1811—1828) внутренней стражи России, автор мемуаров о русской жизни периода 1786—1833 гг., которые точно излагают происходившие события.

## Биография
Родом из дворян Комаровских, далеких выходцев из Польши, и русских дворян. Единственный сын чиновника дворцовой канцелярии Федота Афанасьевича Комаровского (1728—1776) и Ульяны (Юлианы) Ивановны урожденной Зиновьевой (1732—1770). В детстве записан сержантом в лейб-гвардии Преображенский полк, затем переведён в лейб-гвардии Измайловский полк. Воспитывался в санкт-петербургском пансионе Массона, затем служил сержантом в лейб-гвардии Измайловском полку. В 1787 году назначен к графу А. А. Безбородко для заграничных поручений (в качестве курьера Коллегии иностранных дел); участвовал в таврическом путешествии Екатерины II. Будучи дипкурьером, ездил с дипломатической почтой в предреволюционный Париж, в Лондон и Вену, некоторое время находился во Франкфурте-на-Майне в распоряжении русского посланника Н. П. Румянцева.
Доставил из-за границы портрет баденской принцессы Луизы, который Комаровский передал Екатерине II. Императрица одобрила кандидатуру невесты для любимого внука Александра. Будущего императора Александра I Комаровский знал с детства и по мере возможностей способствовал его реформам. В 1792 году Комаровский произведён в прапорщики и назначен начальником полковой школы для детей солдат Измайловского полка, а с 1794 — полковой адъютант Измайловского полка.
20 ноября 1796 года назначен адъютантом к великому князю Константину Павловичу. В 1798 году произведен в полковники. Участник Итальянского и Швейцарского походов А. В. Суворова. Непосредственно участвовал в сражениях при Бассиньяно, Тидоне, Треббии, Нуре, был в Альпийском походе, за отличия 4 ноября 1799 года удостоен чина генерал-майора.
С 5 мая 1800 года по 17 апреля 1801 года — комендант Каменец-Подольской крепости. 17 июля 1801 года пожалован в генерал-адъютанты. В 1802 определён помощником петербургского военного губернатора графа М. Ф. Каменского по полицейской части. В 1803 году за участие в Итальянском и Швейцарском походах благодаря благосклонности палатина Иосифа возведён в графское достоинство Священной Римской империи.
Основатель и первый командующий (инспектор) Внутренней стражи (1811), с 1816 — командир Отдельного корпуса Внутренней стражи (ОКВС).
В боевых действиях 1812 года непосредственного участия не принимал: ему было поручено снабжать действующую армию рекрутами и ополченцами а также лошадьми из Юго-Западного края. 30 августа 1816 года произведён в генерал-лейтенанты. 15 февраля 1819 г. был награждён орденом св. Георгия 4-й степени «за 25-летнюю в офицерских чинах беспорочную службу» (№ 3392 по списку Григоровича — Степанова).
Принял активное участие в ликвидации последствий наводнения в Петербурге в 1824 г. В декабре 1825 г. Комаровский организовал вверенными ему силами конвоирование арестованных декабристов с Сенатской площади в Петропавловскую крепость. В 1826 г. был назначен членом Верховного уголовного суда по делу декабристов. 25 июля 1828 произведён в генералы от инфантерии «за отличия по службе». 18 октября отставлен от должности командира ОКВС по возрасту с назначением сенатором. В апреле 1829 предоставлен продолжительный отпуск «до излечения болезни» с постоянным проживанием в собственном имении Городище.
Умер Комаровский в Орле. Похоронен в родовом склепе в имении Городище. Имение, церковь и склеп не сохранились.
С 1996 года внутренняя стража считается исторической предшественницей Внутренних войск МВД России, а затем и Росгвардии. В 2019 году в Росгвардии в связи с 250-летием графа Комаровского учреждена ведомственная награда — медаль «Генерал от инфантерии Е.Ф. Комаровский».

## Награды
- Орден Святой Анны 4-й ст. (1798)
- Орден Святой Анны 3-й ст. (28.09.1796)
- Орден Святой Анны 2-й ст. с алмазами (1799)
- Орден Святого Иоанна Иерусалимского, командор (1799)
- Перстень с вензелем Имени Его Величества (1802)
- Орден Святой Анны 1-й ст. (16.03.1806)
- Орден Святого Владимира 2-й ст. (1813)
- Орден Святого Георгия 4-го кл. (15.02.1819)
- Табакерка с портретом Его Величества, бриллиантами украшенная (1824)
- Орден Святого Александра Невского (07.01.1825)
- Знак отличия «За XL (40) лет беспорочной службы» (1834)
- Орден Святых Маврикия и Лазаря Сардинского Королевства с правом ношения почетного рыцарского титула командора (1799).

## Литературные занятия
В 1786 в сокращённом и приблизительном переводе Комаровского опубликован роман Н. Ретифа де ла Бретона «Невинность в опасности, или Чрезвычайные приключения». В «Военном Журнале» 1810 им был опубликован «Журнал военных действий российско-австрийских войск в Италии» (книги II—VII).
Е. Ф. Комаровский оставил свои любопытные воспоминания под названием «Записки графа Комаровского», напечатанные в сборнике «Осьмнадцатый Век» при «Русском архиве» (1867). В 1914 году «Записки…» вышли отдельным изданием в Санкт-Петербургском издательстве «Огни». В 1990 году переизданы в Москве «Товариществом русских художников». В 2003 году издательство «Захаров» выпустило книгу, в которой объединило «Записки графа Комаровского» и воспоминания его правнучки Екатерины Леонидовны.

## Семья
Жена (с 8 января 1802 года) — Елизавета Егоровна Цурикова (1784—15.12.1847), дочь орловского губернского предводителя дворянства Егора Лаврентьевича Цурикова и Евдокии (Авдотьи) Дмитриевны, дочери тульского губернского предводителя дворянства генерала Д. В. Арсеньева. Переговоры о браке вёл действительный тайный советник Н. П. Румянцев, в то время министр коммерции. Венчание было в Москве  в церкви Космы и Дамиана на Полянке. В 1817 году за заслуги мужа графиня Комаровская была пожалована в кавалерственные дамы ордена Св. Екатерины (малого креста). Умерла в 63 года в Петербурге от воспаления легких, похоронена рядом с мужем в родовом склепе в имении Городище. В браке имели детей:
- Егор (28.05.1803—7.10.1875), надворный советник, цензор Петербургского комитета иностранной цензуры. Был женат на Софии Владимировне (1808—13.06.1877[5]), сестре поэта Веневитинова, умерла от воспаления легких, похоронена в Александро-Невской Лавре. Его внуком был поэт Василий Комаровский.
- Евдокия  (01.01.1805[6]—1807), крестница графа Н. П. Румянцева.
- Анна (11.04.1806—15.03.1872), с 1828 года была замужем за генералом Сергеем Павловичем Шиповым (1790—1876)
- Александр (1808—28.09.1813), умер от «коликов», похоронен на Волковском кладбище.
- Владимир (1809—17.09.1813), умер от «коликов», похоронен на Волковском кладбище.
- София (02.02.1811—1858), жена д.с.с. Сергея Дмитриевича Комовского (1798—1880).
- Павел (12.09.1812[7]—1873), женат на Марии Павловне Галаган (1822—1876), сестре Г. П. Галагана.
- Алексей (1820—1895), женат на баронессе Аделаиде Альбертовне Пирх (ум. 1901). Сын — профессор международного права в Московском Университете Камаровский, Леонид Алексеевич.

- Егор Евграфович
(1803-1875)
- Анна Евграфовна
(1806-1872)
- София Евграфовна
(1811-1858)